# Euxoa displiciens
Euxoa displiciens är en fjärilsart som beskrevs av Walker 1865. Euxoa displiciens ingår i släktet Euxoa och familjen nattflyn. Inga underarter finns listade i Catalogue of Life.